# 'Ndrina Lanzino
La 'ndrina Lanzino è una cosca malavitosa o 'ndrina della 'ndrangheta calabrese di Cosenza. Sono alleati degli Alvaro.

## Storia

### Anni 2010
- Il 30 marzo 2012 si conclude l'operazione Tela di ragno dei carabinieri di Cosenza in cui sono indagate 250 persone, sono stati eseguiti arresti in Calabria, Lombardia e Veneto. L'operazione fa luce anche sulla faida che imperversava nel cosentino tra il 1999 e il 2004 e su un delitto del 1979, del 1993 e del 2008. Le 'ndrine in questione sono: Muto di Cetraro, Lanzino-Locicero di Cosenza, Scofano-Martello-Ditto-La Rosa e Serpa di Paola, Calvano e Carbone di San Lucido, e Gentile-Besaldo di Amantea[1][2].
- Il 7 luglio 2015 con l'operazione Acheruntia vengono arrestati presunti esponenti poiché imponevano ai commercianti l'uso di slot machine truccate. Inoltre la cosca avrebbe condizionato le attività del dipartimento Agricoltura e Forestazione della Regione Calabria e del comune di Acri per l'ottenimento di appalti pubblici. Tra gli indagati anche l'ex assessore regionale dell'agricoltura dell'UDC Michele Trematerra[3][4].
- Il 23 marzo 2016 si conclude l'operazione della procura di Catanzaro che porta agli arresti domiciliari Sandro Principe, ex sottosegretario al Lavoro del Governo Amato e Ciampi, ex consigliere regionale della Calabria e ex sindaco di Rende, l'ex consigliere regionale Rosario Mirabelli, l'ex sindaco di Rende Umberto Bernaudo, e l'ex consigliere provinciale Pietro Ruffolo per voto di scambio e corruzione. Sarebbero accusati di aver chiesto voti alla cosca Lanzino ed in particolare di Ettore Lanzino[5][6].
- Il 19 gennaio 2017 si conclude l'operazione Cumbertazione che porta al sequestro di 54 imprese e 34 imprenditori riconducibili ai Piromalli, ai Muto nella figura di Angelina Corsanto, moglie di Franco Muto e ai Lanzino aggiudicandosi negli ultimi 3 anni 27 gare d'appalto. L'operazione nasce nel 2014 a seguito dell'operazione Ceralacca 2[7][8].
- Grazie ai collaboratori Alfonso Foggetti e Mattia Pulicanò si è scoperto che due agenti corrotti avrebbero fornito ad esponenti dei Rango-Zingari e i Lanzino-Patitucci in carcere telefoni cellulari, droga e messaggi. I fatti sarebbero risalenti agli anni 2013 e 2014[9][10].

## Organizzazione
- Ettore Lanzino (1957-2024), presunto boss, arrestato il 16 novembre 2012[11][12], morto il 26 marzo 2024 in carcere a Parma a causa di una patologia cardiaca.